# Pteropus vetulus
Pteropus vetulus — вид рукокрилих, родини Криланових.

## Поширення, поведінка
Країни поширення: Нова Каледонія. Це нічний вид, який був записаний як у первинному так і у вторинному вологому тропічному лісі. Лаштує сідала біля входу в печери, або в дуплах дерев.